# مسابقات قهرمانی تکواندو اروپا ۲۰۲۴
 مسابقات قهرمانی تکواندو اروپا ۲۰۲۴  ،  بیست و ششمین دوره مسابقات قهرمانی تکواندو اروپا ، از ۹ تا ۱۲ مه ۲۰۲۴ در بلگراد ، صربستان در سالن ۱ نمایشگاه بلگراد برگزار شد. 